# Blanquism

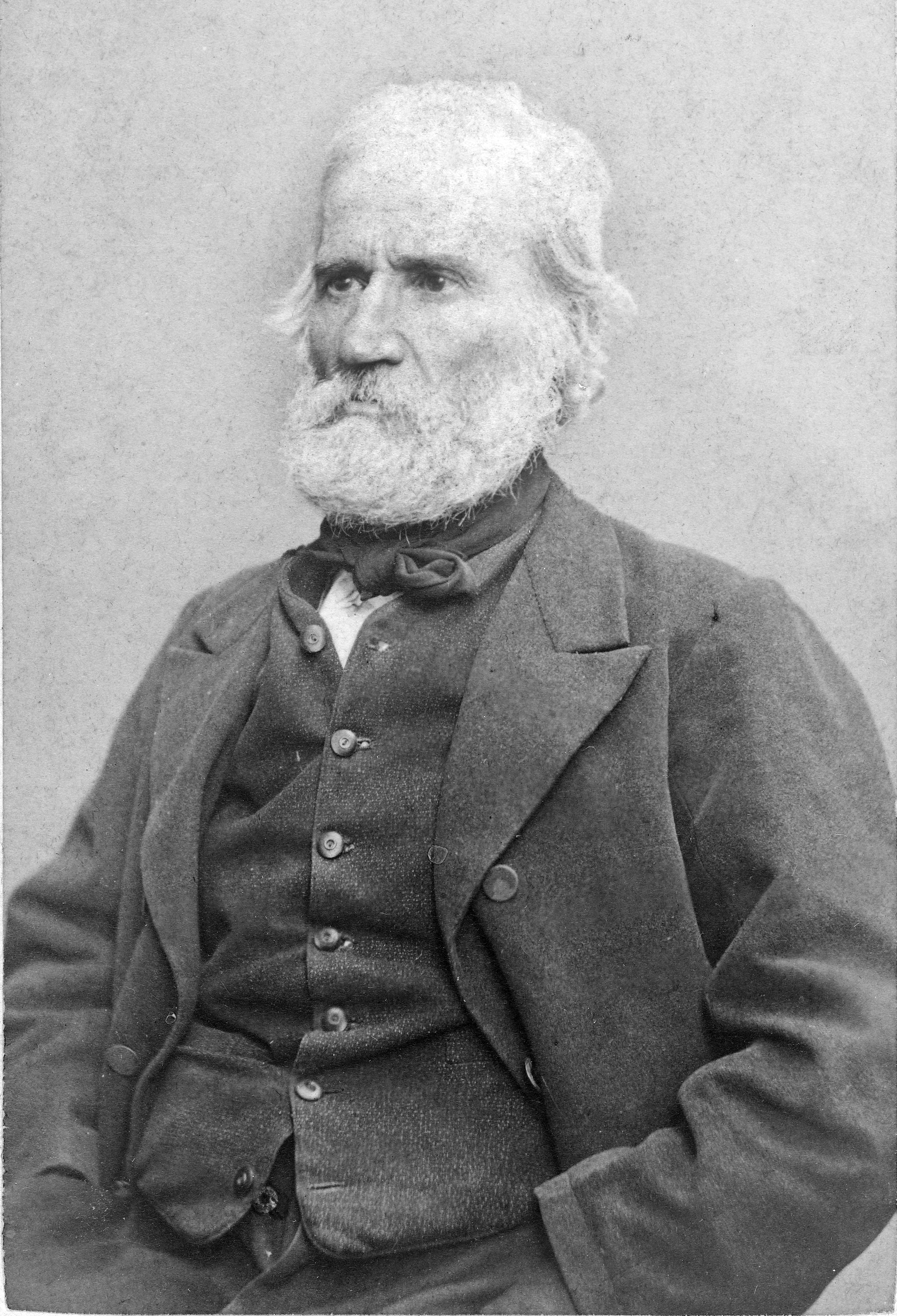
Louis Auguste Blanqui (1805–1881).

Blanquism är en riktning inom kommunismen som grundar sig på fransmannen Louis Auguste Blanquis (1805–1881) teorier. Den skiljer sig från marxismen främst genom att hävda att en liten maktelit via en statskupp kan införa kommunismen utan stöd från massorna. Inom den socialistiska diskursen har den främst använts i pejorativ betydelse. De franska blanquisterna uppgick senare i Franska sektionen av Arbetarinternationalen (SFIO).
Ett par punkter om Blanquis syn på organisationen och metoderna:
- Centralism
- Hemligt medlemskap
- Träning i vapenbruk
- Blanqui värderade snarare medlemmarnas kvalité än kvantiteten.
- En grupp av vältränade och välorganiserade konspiratörer ska gripa makten via statskupp och sedan lägga grund till ett stats- och klasslöst samhälle.